# Estadio Municipal de La Cisterna
Das Estadio Municipal de La Cisterna (deutsch Städtisches Stadion von La Cisterna) ist ein Fußballstadion in der chilenischen Gemeinde La Cisterna der Hauptstadt Santiago de Chile. Der Fußballverein Club Deportivo Palestino trägt hier seine Heimspiele aus. Es fasste 12.000 Zuschauer. Die Anlage wurde mit einem Spiel des Club Deportivo Palestino gegen den mexikanischen Club Puebla im September 1988 eingeweiht. Im April 2020 wurden 2300 neue Sitze auf den Tribünen montiert. Seitdem finden 6000 Zuschauer in dem Stadion Platz.

## Galerie

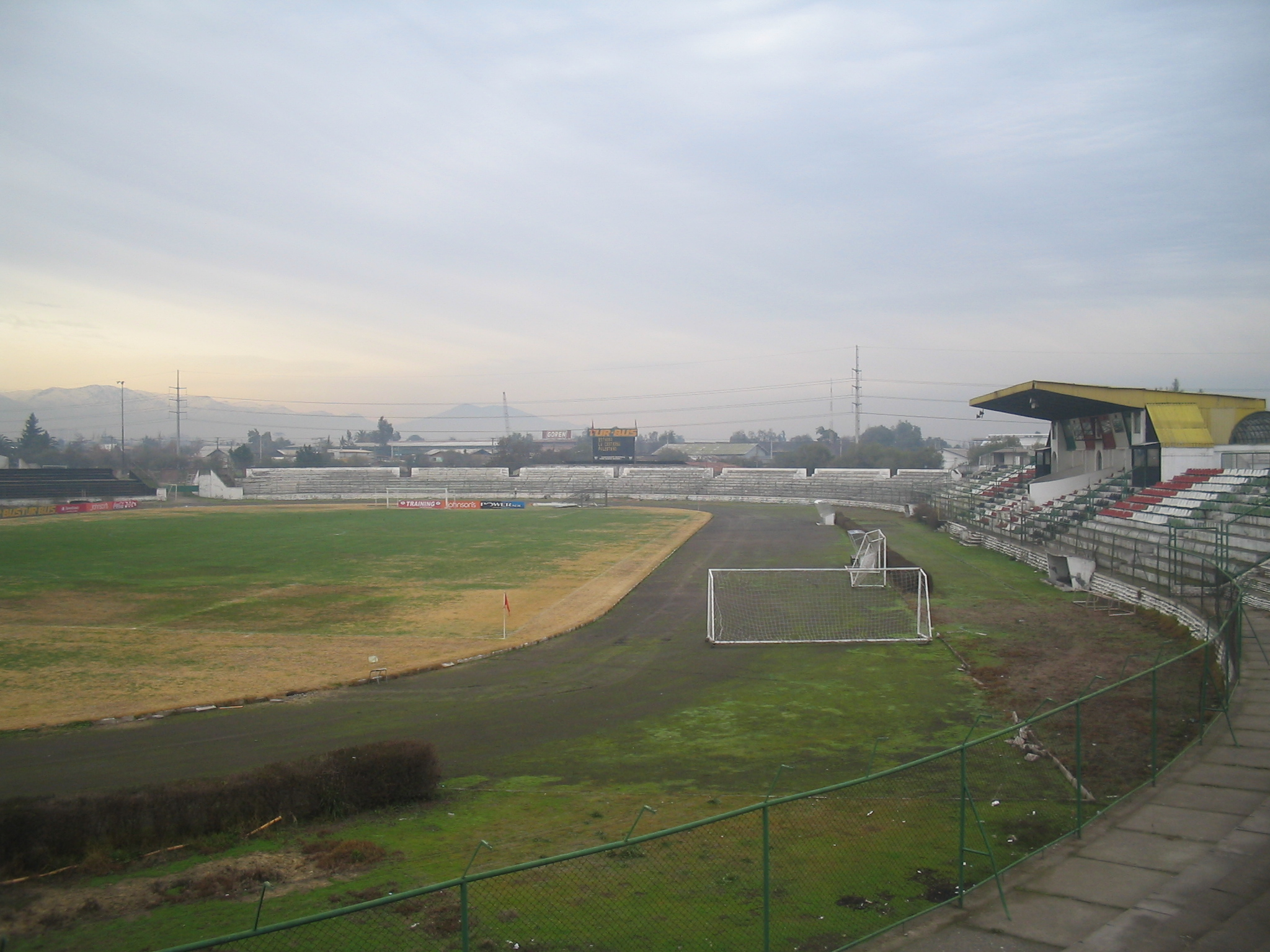
Juli 2007
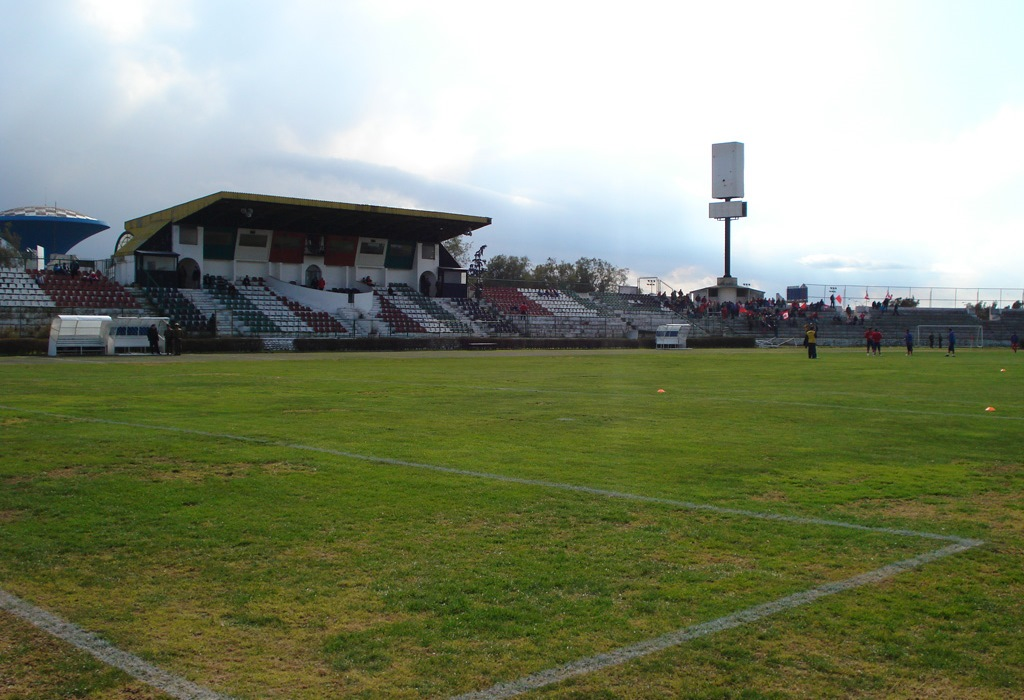
August 2007
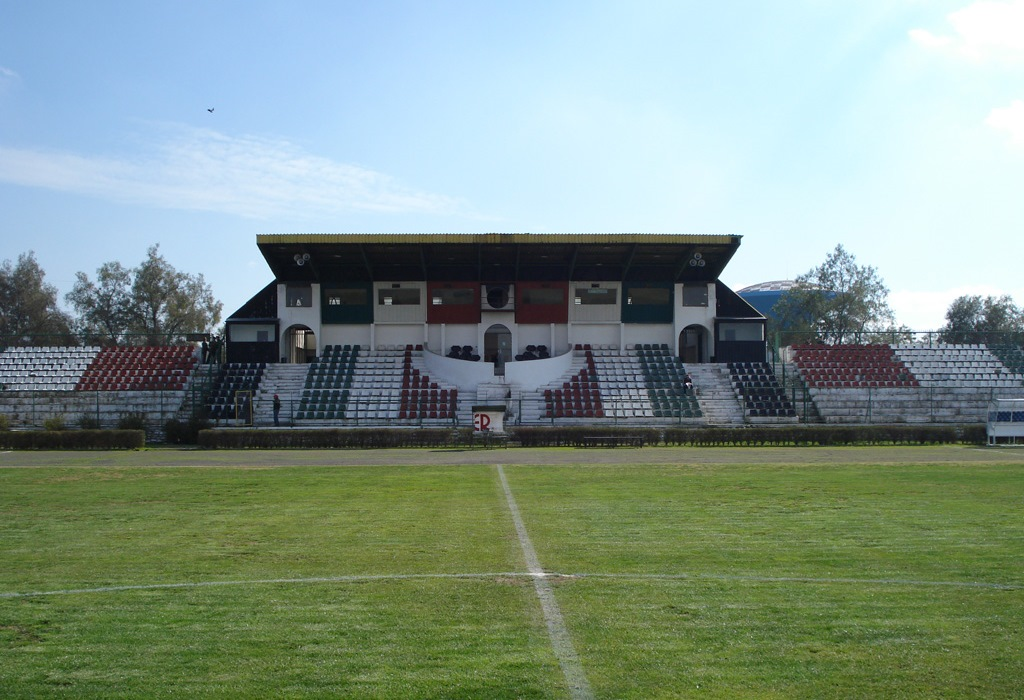
August 2007